# Карентин

Церковь Франкского государства при Меровингах

Карентин (лат. Carentinus; VI век) — епископ Кёльна в 560-х годах.

## Биография
О происхождении и ранних годах жизни Карентина ничего не известно. Первые свидетельства исторических источников упоминают о нём тогда, когда он уже был епископом в Кёльне. Согласно средневековым спискам здешних иерархов, Карентин был четвёртым главой Кёльнской архиепархии. В этих документах указано, что предшествующим ему епископом был Северин, а следующим — Эберегизел. Однако ни о дате, ни об обстоятельства восхождения Карентина на кёльнскую епископскую кафедру сведений не сохранилось. Карентин — первый известный глава Кёльнской епархии эпохи Меровингов, так как деятельность епископа Северина датируется концом IV века.
Единственное сохранившееся до наших дней упоминание о Карентине в трудах его современников содержится в сочинениях Венанция Фортуната. В одном из стихотворений, датируемом периодом с 565 по 567 год включительно, поэт упоминал о Карентине как об «обновителе своей церкви». По свидетельству Венанция Фортуната, по приказу епископа Карентина был перестроен кёльнский кафедральный собор, в том числе, возведены украшенные колоннами эмпоры. На основании упоминания поэтом произошедшего в Кёльне во времена епископства Карентина значительного роста числа прихожан предполагается, что именно возрождение местной христианской общины после нашествий в V веке германских варваров стало причиной расширения главной городской церкви. Свидетельство Венанция Фортуната о строительной деятельности Карентина подтверждается и археологическими находками в современном Кёльнском соборе, под фундаментом которого были обнаружены остатки церкви второй половины VI века. Возможно также, что перестроенный по приказу Карентина храм — это украшенная золотом и мозаиками церковь Святого Гереона, упоминавшаяся Григорием Турским под названием «Золотое Святилище» (лат. Basilica Sanctos Aureos).
Дата смерти епископа Карентина не известна. Предполагается, что он должен был скончаться не позднее начала 590-х годов, когда главой Кёльнской епархии уже был Эберегизел.